# Койгельды-батыр
Койгельды-батыр (каз. Қойгелді батыр; 1702—1795) — казахский батыр, полководец, участник казахско-джунгарской войны. Выходец из рода дулат Старшего жуза казахов. Полководец в Анракайской битве. Проявил решительность и находчивость в сражениях 1740—1750 годов против джунгар, а также в 1756-1757 годах при освобождении Южного Казахстана от калмыков. Похоронен в Туркестане.

## Биография
Происходил из рода шымыр племени дулат Старшего жуза. Был образованным человеком своего времени, учился в медресе города Бухара, из-за чего в народе получил прозвище «хазрет». Талант полководца, личная храбрость проявились в разгроме многотысячной джунгарской армии в 1729 году, в местечке, известном как Анракай. В девяти поединках с джунгарскими батырами Койгельды вышел победителем. При жизни своего наставника Толе-би, Койгельды-батыр, собрав 30-тысячное войско из представителей всех трёх казахских жузов и каракалпаков, возглавил его в борьбе за освобождение родной земли. Ярко проявилось его умение вести боевые действия в конфликтах 1757—1758 годов, в результате которых был восстановлен контроль над Ташкентом, Яссы, Сайрамом, предгорьями Каратау, Алатау, долинами рек Талас и Чу. Соединившись с войсками Абылай-хана, казахи разгромили джунгар. После этих исторических событий в народе сложилась притча: 
«Без Толе-би нет никаких действий; без Койгельды-нет военных действий».
 Имя батыра стало боевым кличем воинов. Койгельды-батыр участвовал как полководец во всех битвах за захват Семиречья. Брат Койгельды-батыра Кожык был знаменосцем войск всего Старшего жуза.
Умер своей смертью в возрасте 93 лет. Похоронен по обычаям тех лет в Туркестане. В городе Тараз установлен памятник в его честь.

## Родовой клич (уран)
В XVIII веке имя Койгельды, после его смерти, стало родовым кличем всего рода шымыр.